# Usulután (cidade)
Usulután é a quarta maior cidade de El Salvador, capital do departamento de Usulután; situada no sudeste de El Salvador, na planície costeira do Oceano Pacífico, no sopé sul do vulcão de Usulután. Estima-se ter 71.636 habitantes.
Usulután localiza-se em um vale rico em agricultura. A cidade foi gravemente danificada pelos sismos de Fevereiro de 2001 e pelo furacão Mitch, em 1998.